# المپوس زویکو دیجیتال ۲۵میلی‌متر اف/۲٫۸
المپوس زویکو دیجیتال ۲۵میلی‌متر اف/۲٫۸ (به انگلیسی: Olympus Zuiko Digital 25mm f/2.8) نام لنز دوربین عکاسی از نوع ثابت است که توسط شرکت المپوس تولید می‌شود. فاصلهٔ کانونی این لنز ۲۵ میلی‌متر و ضریب اف آن اف ۲٫۸ است. 